# رحلة طيران (فلم)
رحلة طيران (بالإنجليزية: Flight) هو فيلم دراما أمريكي صدر عام 2012، من إخراج وإنتاج روبرت زَمَيكيس ومن بطولة دنزل واشنطن ودون شيدل وكيلي ريلي وجون غودمان وبروس غرينوود وميليسا ليو.
ويب ويتكر، طيار متمرس يقوم بأعجوبة بالهبوط بطائرته بعد تيارات ومطبات هوائية تسبب كارثة في الجو، وينقذ تقريباً حياة كل من فيها. لكن التحقيقات في الحادث تثير أسئلة أكثر من الأجوبة.
رشح دنزل واشنطن عن دوره في الفيلم لجائزة الأوسكار كأفضل ممثل في دور رئيسي كما رشح لجائزة غولدن غلوب كأفضل ممثل في فيلم درامي.

## القصة
تدور قصة الفيلم حول الطيار ويب (دينزل واشنطن) الذي تتعرض طائرته للتحطم فيحاول جاهدا إنقاذ ما يمكن إنقاذه وينجح في ذلك بإنقاذ 96 راكب من أصل 102، ومع التحقيق في ملابسات الحادث يفاجأ بأصابع الاتهام تشير له، ويتهم بالتسبب في تحطمها بعد أن يتم الكشف عليه ويثبت إدمانه الشديد للكحول ويكون أمامه سجن لمدة 12 عام أوى مدى الحياة، لذلك يتم توكيل محامي له يدعى هيو لانغ (دون شيدل).